# Halysidota schausi
Halysidota schausi är en fjärilsart som beskrevs av Rothschild 1909. Halysidota schausi ingår i släktet Halysidota och familjen björnspinnare. Inga underarter finns listade i Catalogue of Life.